# Бандана-треш
Бандана-треш — рух у межах трешкору, який іноді асоціюється з виконавцями, що раніше були пов'язані з павервайоленсом або ґрайндкором та почали заповняти для себе прогалини ранньою формою екстремального панк-року, тобто роком і металом. Цей термін стосується головного убору, яким користувалося багато виконавців. Ідеологія бандана-трешу — це етика DIY, у багатьох випадках straight edge, вуличне життя, антиконсюмеризм та всесвітня єдність, про останню згадується у багатьох піснях, таких як «Bandana United Us» від GxHx, «Intercontinental Bandana Union» від What Happend Next?, а також у маніфесті Conquest for Death «Many Nations, One Underground». Цей стиль був помітний у період початку-середини 2000-х років.

## Видатні гурти
- ACxDC[7]
- Fig.4.0[8]
- Limp Wrist[9]
- Vitamin X
- Vivisick
- What Happens Next?[8]